# 半紋半齒脂鯉
半紋半齒脂鯉，為輻鰭魚綱脂鯉目脂鯉亞目半齒脂鯉科的其一種，分布於南美洲奧里諾科河、埃塞奎博河、巴拉那河等流域，體長可達20公分，棲息底中層水域，生活習性不明，可作為食用魚及觀賞魚。